# Lawrence Morgan
Lawrence Robert „Laurie” Morgan (ur. 5 lutego 1915 w Yea, zm. 19 sierpnia 1997 w Castlemaine) – australijski jeździec sportowy, dwukrotny złoty medalista olimpijski z Rzymu.
Igrzyska w 1960 były jego jedyną olimpiadą. Zdominował rywalizację we Wszechstronnym Konkursie Konia Wierzchowego, zwyciężając w obu konkursach: indywidualnym i drużynowym. Partnerowali mu Neale Lavis i Bill Roycroft. Miał wówczas ponad 40 lat. Startował na koniu Salad Days.
Wcześniej, w latach 30. był zawodnikiem futbolu australijskiego. W latach 1937–39 grał w zespole Fitzroy występującym w najwyższej klasie rozgrywkowej: Victorian Football League